# Marino Calvaresi
Marino Calvaresi (Ascoli Piceno, 22 dicembre 1924 – Ascoli Piceno, 27 dicembre 2009) è stato un politico e partigiano italiano.

## Biografia
Iscritto al Partito Comunista Italiano dopo il 1940, partecipa alla Resistenza nella zona intorno al Colle San Marco, ricevendo riconoscimento di partigiano combattente al termine della seconda guerra mondiale. Fu consigliere comunale negli anni cinquanta e poi Segretario della Federazione Comunista di Ascoli Piceno.
Nel 1958 viene eletto deputato. Negli anni settanta è stato Presidente del Comitato di Controllo di Ancona, poi negli anni ottanta consigliere provinciale e vice presidente della Provincia di Ascoli Piceno. Ha chiuso la sua attività politica ricoprendo la carica di Presidente del Comitato di Controllo di Ascoli Piceno, città in cui ha vissuto fino alla morte.
Il suo incarico parlamentare è durato due legislature, la terza e la quarta fino al 1968. Ha partecipato ai lavori della Commissione Trasporti della Camera dei deputati.
Il 27 dicembre 2009 muore dopo una lunga malattia lasciando la moglie e due figli.